# Revuelta de Kiev

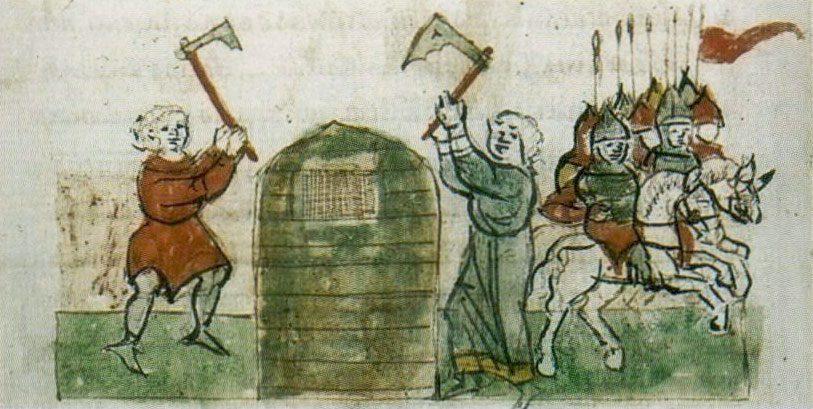
Ilustración contemporánea a la Revuelta de Kiev.

La revuelta de Kiev de 1068 fue una revuelta contra el gran príncipe Iziaslav I de Kiev como consecuencia de la derrota de la Rus de Kiev a manos de los polovtsianos en la batalla del río Alta cerca de la ciudad de Pereyáslavl, al sudeste de Kiev.
El asalto polovtsiano de 1068–1069 fue el segundo asalto de dicha tribu a la Rus de Kiev. En 1055 habían negociado un tratado con el príncipe Vsévolod Yaroslávich del Principado de Pereyáslavl, pero los miembros de la tribu violaron el acuerdo y atacaron la Rus de Kiev seis años después, derrotando a Vsévolod en batalla. En 1068 y 1069, los polovtsianos penetraron los terraplenes de las líneas defensivas construidas a través de los años por el príncipe Vladímir Sviatoslávich (r. ca. 980–1015) y su hijo, Yaroslav I el Sabio (r. 1019–1054). La tribu se enfrentó a un ejército combinado de los hijos de Yaroslav: el gran príncipe Iziaslav de Kiev y sus hermanos, los príncipes Sviatoslav Yaroslávich de Chernígov, y Vsévolod Yaroslávich, que fue derrotado y huyó a Kiev en caos.
Los polovtsianos continuaron saqueando el área, provocando que los kievitas pidieran al Gran príncipe rearmarse para enfrentar la amenaza. Iziaslav se negó, incitando la rebelión. Relato de los tiempos pasados (del ruso: Póvest Vremennýj Let), una parte de la Crónica laurentiana, cuenta qué pasa luego:

Los kievitas que habían escapado de su ciudad natal crearon un veche en la plaza del mercado y enviaron la siguiente comunicación al príncipe [Iziaslav]: 'los polovtsianos se han esparcido por el país. Oh, príncipe, danos armas y caballos, que quizás podamos ofrecerles combate una vez más'. Iziaslav, sin embargo, no prestó atención a esta solicitud. Entonces la gente empezó a murmurar contra su general (voivoda) Konstantín. Desde el lugar de la asamblea subieron la colina y llegaron a la casa de Konstantín.

La turba kievita saqueó la casa de Konstantín, aparentemente culpándolo por la derrota. Luego expulsaron a Iziaslav y liberaron a Vseslav de Pólotsk, que había sido aprisionado anteriormente por Iziaslav, Vsévolod, y Sviatoslav, y lo colocaron en el trono kievita esperando que pudiese detener a los polovtsianos. Iziaslav, por su parte, pidió refugio a Boleslao II de Polonia, quien lo apoyó con armamento con el cual retornó a Kiev en mayo (1069) y tomó nuevamente el trono.
Durante la ausencia de Iziaslav, el príncipe Sviatoslav logró derrotar a un numeroso ejército polovtsiano el 1 de noviembre de 1068 y detuvo la ola de redadas de la tribu. Una pequeña escaramuza en 1071 fue el único disturbio provocado por los polovtsianos en las dos décadas siguientes. Así, aunque la batalla del Río Alta fue una desgracia para la Rus de Kiev y llevó brevemente a la caída del Gran príncipe, la victoria de Sviatoslav al siguiente año detuvo la amenaza polovtsiana a Kiev y Chernígov por un período considerable y concedió a Iziaslav el tiempo necesario para poder reclamar el trono.
La revuelta ha sido vista por un número de historiadores rusos y soviéticos como prueba del poder del veche, que ha sido de más importancia en las ciudades del noroeste de la Rus de Nóvgorod y Pskov que en el sur, pero demostró ser de importancia allí al desplazar a un gran príncipe kievita y traer uno nuevo.